# Karl Struss
Karl Struss (New York, 30 novembre 1886 – Santa Monica, 15 dicembre 1981) è stato un direttore della fotografia e fotografo statunitense.

## Biografia
Vinse l'Oscar alla migliore fotografia per il film Aurora.

## Filmografia
- Something to Think About, regia di Cecil B. DeMille (1920)
- Fragilità, sei femmina! (The Affairs of Anatol), regia di Cecil B. DeMille (1921)
- La coppia ideale (Saturday Night), regia di Cecil B. DeMille (1922)
- The Hero, regia di Louis J. Gasnier (1923)
- White Man, regia di Louis J. Gasnier  (1924)
- Idle Tongues, regia di Lambert Hillyer (1924)
- Legend of Hollywood, regia di Renaud Hoffman (1924)
- La battaglia dei sessi (The Battle of the Sexes), regia di D.W. Griffith (1928)
- La canzone del cuore, regia di D.W. Griffith (1929)
- Aurora, regia di Friedrich Wilhelm Murnau (1929)
- Coquette, regia di Sam Taylor (1929)
- La bisbetica domata (The Taming of the Shrew), regia di Sam Taylor (1929)
- Femmina (The Bad One), regia di George Fitzmaurice (1930)
- Notte romantica (One Romantic Night), regia di Paul L. Stein (1930)
- Kiki, regia di Sam Taylor (1931)
- The Road to Reno, regia di Richard Wallace (1931)
- Il dottor Jekyll, regia di Rouben Mamoulian (1931)
- Skippy, regia di Norman Taurog (1931)
- Two Kinds of Women, regia di William C. de Mille (1932)
- Torch Singer, regia di Alexander Hall, George Somnes (1933)
- The Girl in 419 co-regia Alexander Hall e George Somnes (1933)
- Perdizione, regia di Stephen Roberts (1933)
- Belle of the Nineties, regia di Leo McCarey (1934)
- Mississippi, regia di A. Edward Sutherland e, non accreditato, Wesley Ruggles (1935)
- L'uomo senza volto (The Preview Murder Mystery), regia di Robert Florey (1936)
- Il grande dittatore, regia di Charlie Chaplin (1940)
- Aloma dei mari del sud (Aloma of the South Seas), regia di Alfred Santell (1941)
- Terrore sul Mar Nero, regia di Norman Foster (1943)
- L'isola dell'arcobaleno, regia di Ralph Murphy (1944)
- L'Atlantide, regia di Gregg C. Tallas (1949)
- Luci della ribalta, regia di Charlie Chaplin (1952)
- Cavalleria rusticana, regia di Carmine Gallone (1953)
- Due notti con Cleopatra, regia di Mario Mattoli (1953)
- Il più comico spettacolo del mondo, regia di Mario Mattoli (1953)
- Un turco napoletano, regia di Mario Mattoli (1953)
- Miseria e nobiltà, regia di Mario Mattoli (1954)
- Kronos - Il conquistatore dell'universo, regia di Kurt Neumann (1957)
- L'esperimento del dottor K., regia di Kurt Neumann (1958)